# Liste der Senatoren der Vereinigten Staaten aus North Carolina
Die Liste der Senatoren der Vereinigten Staaten aus North Carolina führt alle Personen auf, die jemals für diesen Bundesstaat dem Senat angehört haben, nach den Senatsklassen sortiert. Dabei zeigt eine Klasse, wann dieser Senator wiedergewählt wird. Die Senatoren der class 2 wurden zuletzt im November 2020 wiedergewählt, die Wahlen der Senatoren der class 3 fanden im Jahr 2016 statt.

## Klasse 2

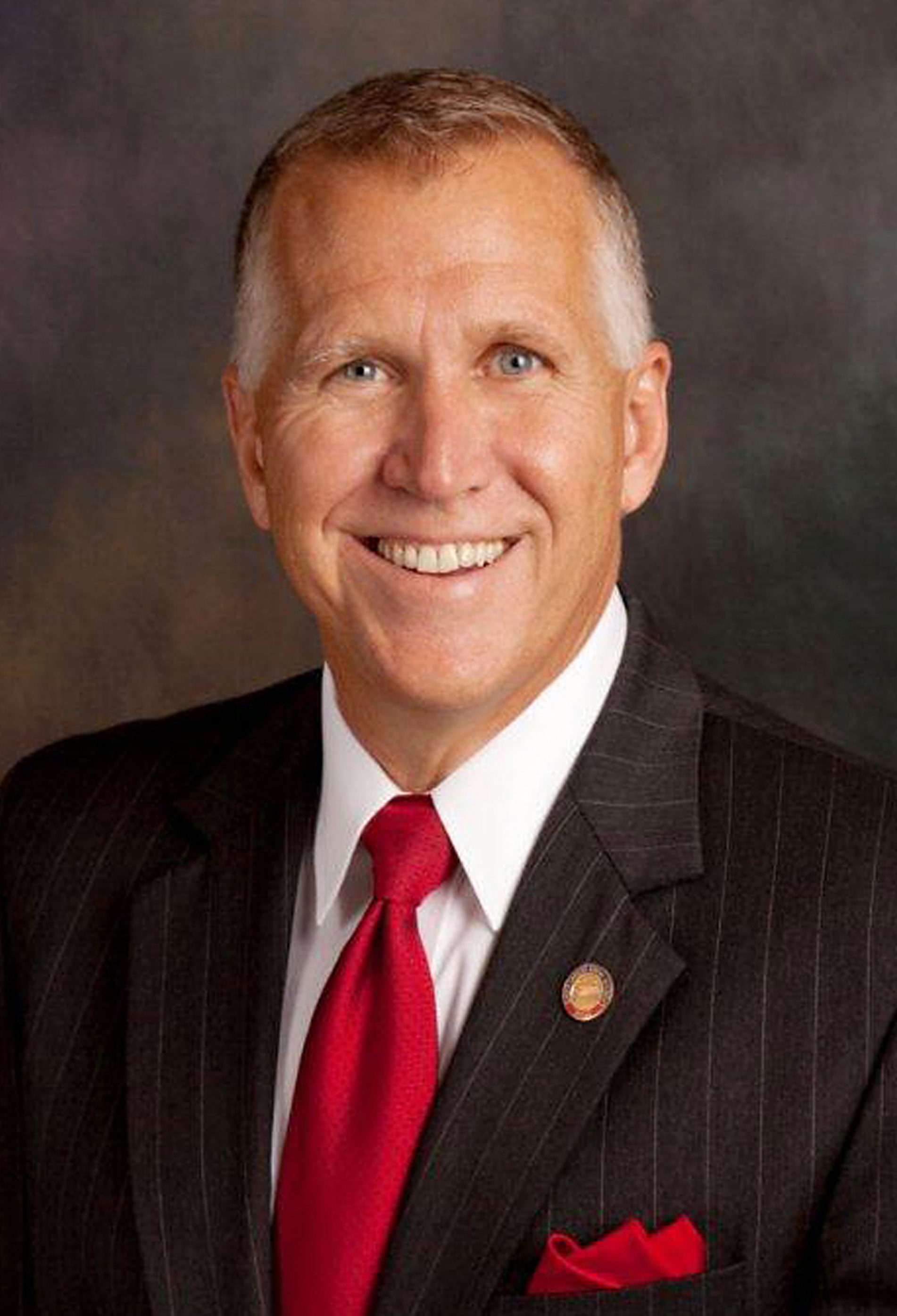
Thom Tillis

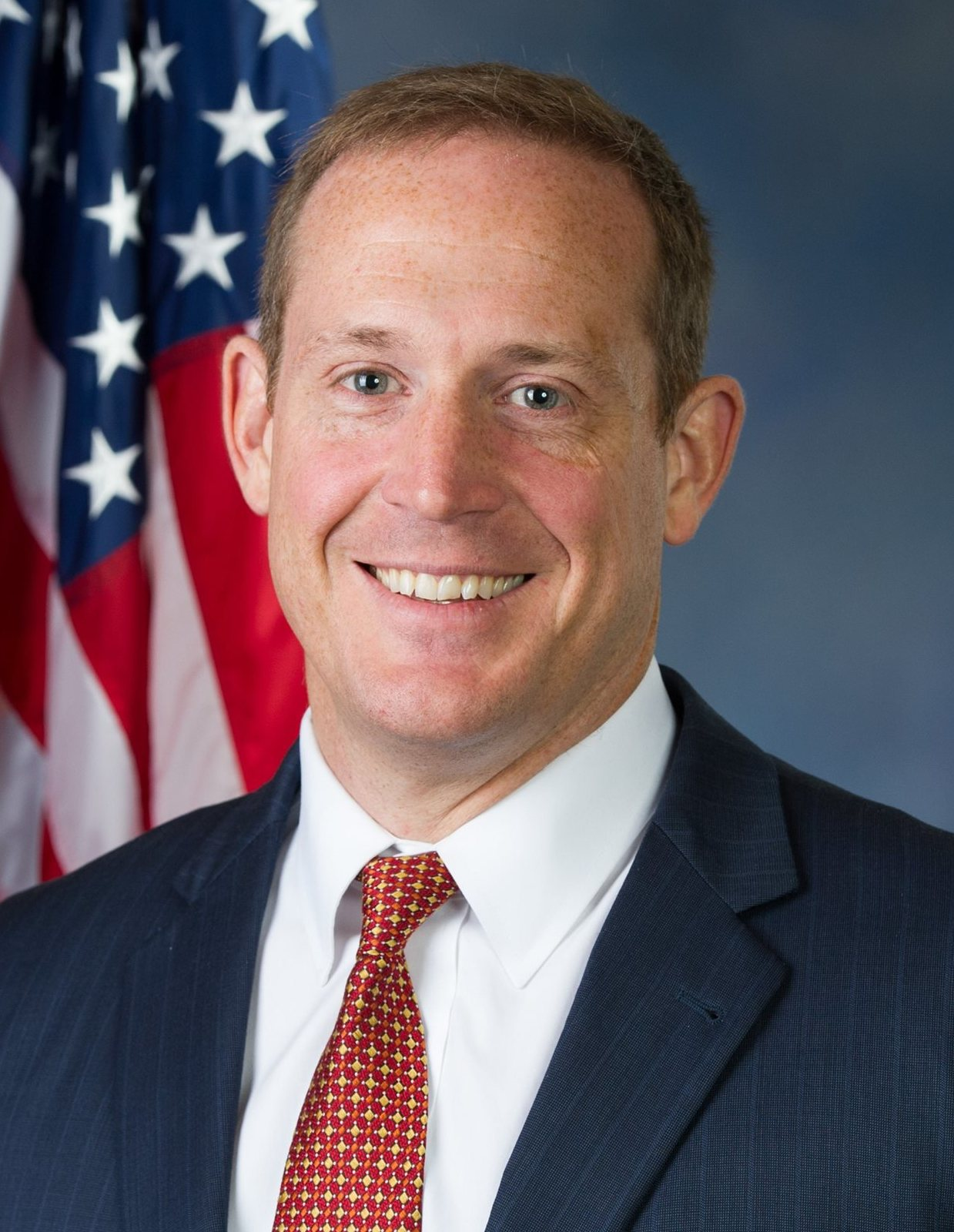
Ted Budd

North Carolina ist seit dem 21. November 1789 US-Bundesstaat und hatte bis heute 26 Senatoren der class 2 im Kongress.
| Name                       | Amtszeit  | Partei                | Lebensdaten                            |
| -------------------------- | --------- | --------------------- | -------------------------------------- |
| Samuel Johnston            | 1789–1793 | Föderalist            | 15. Dezember 1733 – 17. August 1816    |
| Alexander Martin           | 1793–1799 | Democratic Republican | 1740 – 10. November 1807               |
| Jesse Franklin             | 1799–1805 | Democratic Republican | 24. März 1760 – 31. August 1823        |
| James Turner               | 1805–1816 | Democratic Republican | 20. Dezember 1766 – 15. Januar 1824    |
| Montfort Stokes            | 1816–1823 | Democratic Republican | 12. März 1762 – 4. November 1842       |
| John Branch                | 1823–1829 | Democratic Republican | 4. November 1782 – 3. Januar 1863      |
| Bedford Brown              | 1829–1840 | Demokrat              | 6. Juni 1795 – 6. Dezember 1870        |
| Willie Person Mangum       | 1840–1853 | Whig                  | 10. Mai 1792 – 7. September 1861       |
| David Settle Reid          | 1854–1859 | Demokrat              | 19. April 1813 – 19. Juni 1891         |
| Thomas Bragg               | 1859–1861 | Demokrat              | 9. November 1810 – 21. Januar 1872     |
| vakant                     |           |                       |                                        |
| Joseph Carter Abbott       | 1868–1871 | Republikaner          | 15. Juli 1825 – 8. Oktober 1881        |
| Matt Whitaker Ransom       | 1872–1895 | Demokrat              | 8. Oktober 1826 – 8. Oktober 1904      |
| Marion Butler              | 1895–1901 | Populist              | 20. Mai 1863 – 3. Juni 1938            |
| Furnifold McLendel Simmons | 1901–1931 | Demokrat              | 20. Januar 1854 – 30. April 1940       |
| Josiah William Bailey      | 1931–1946 | Demokrat              | 14. September 1873 – 15. Dezember 1946 |
| William Bradley Umstead    | 1946–1948 | Demokrat              | 13. Mai 1895 – 7. November 1954        |
| Joseph Melville Broughton  | 1948–1949 | Demokrat              | 17. November 1888 – 6. März 1949       |
| Frank Porter Graham        | 1949–1950 | Demokrat              | 14. Oktober 1886 – 16. Februar 1972    |
| Willis Smith               | 1950–1953 | Demokrat              | 19. Dezember 1887 – 26. Juni 1953      |
| Alton Asa Lennon           | 1953–1954 | Demokrat              | 17. August 1906 – 28. Dezember 1986    |
| William Kerr Scott         | 1954–1958 | Demokrat              | 17. April 1896 – 16. April 1958        |
| Benjamin Everett Jordan    | 1958–1973 | Demokrat              | 8. September 1896 – 15. März 1974      |
| Jesse Alexander Helms Jr.  | 1973–2003 | Republikaner          | 18. Oktober 1921 – 4. Juli 2008        |
| Elizabeth Hanford Dole     | 2003–2009 | Republikaner          | * 29. Juli 1936                        |
| Kay Ruthven Hagan          | 2009–2015 | Demokrat              | 26. Mai 1953 – 28. Oktober 2019        |
| Thomas Roland Tillis       | seit 2015 | Republikaner          | * 30. August 1960                      |

## Klasse 3
North Carolina stellte bis heute 32 Senatoren der class 3, von denen einer, David Stone, zwei nicht unmittelbar aufeinander folgende Amtszeiten absolvierte.
| Name                          | Amtszeit  | Partei                | Lebensdaten                            |
| ----------------------------- | --------- | --------------------- | -------------------------------------- |
| Benjamin Hawkins              | 1789–1795 | Democratic Republican | 15. August 1754 – 6. Juni 1816         |
| Timothy Bloodworth            | 1795–1801 | Democratic Republican | 1736 – 24. August 1814                 |
| David Stone                   | 1801–1807 | Democratic Republican | 17. Februar 1770 – 7. Oktober 1818     |
| Jesse Franklin                | 1807–1813 | Democratic Republican | 24. März 1760 – 31. August 1823        |
| David Stone                   | 1813–1814 | Democratic Republican | 17. Februar 1770 – 7. Oktober 1818     |
| Francis Locke                 | 1814–1815 | unbekannt             | 31. Oktober 1776 – 8. Januar 1823      |
| Nathaniel Macon               | 1815–1828 | Democratic Republican | 17. Dezember 1757 – 29. Juni 1837      |
| James Iredell                 | 1828–1831 | Demokrat              | 2. November 1788 – 13. April 1853      |
| Willie Person Mangum          | 1831–1836 | Nationalrepublikaner  | 10. Mai 1792 – 7. September 1861       |
| Robert Strange                | 1836–1840 | Demokrat              | 20. September 1796 – 19. Februar 1854  |
| William Alexander Graham      | 1840–1843 | Whig                  | 5. September 1804 – 11. August 1875    |
| William Henry Haywood         | 1843–1846 | Demokrat              | 23. Oktober 1801 – 7. Oktober 1852     |
| George Edmund Badger          | 1846–1855 | Whig                  | 17. April 1795 – 11. Mai 1866          |
| Asa Biggs                     | 1855–1858 | Demokrat              | 4. Februar 1811 – 6. März 1878         |
| Thomas Lanier Clingman        | 1858–1861 | Demokrat              | 27. Juli 1812 – 3. November 1897       |
| vakant                        |           |                       |                                        |
| John Pool                     | 1868–1873 | Republikaner          | 16. Juni 1826 – 16. August 1884        |
| Augustus Summerfield Merrimon | 1873–1879 | Demokrat              | 15. September 1830 – 14. November 1892 |
| Zebulon Baird Vance           | 1879–1894 | Demokrat              | 13. Mai 1830 – 14. April 1894          |
| Thomas Jordan Jarvis          | 1894–1895 | Demokrat              | 18. Januar 1836 – 17. Juni 1915        |
| Jeter Connelly Pritchard      | 1895–1903 | Republikaner          | 12. Juli 1857 – 10. April 1921         |
| Lee Slater Overman            | 1903–1930 | Demokrat              | 3. Januar 1854 – 12. Dezember 1930     |
| Cameron A. Morrison           | 1930–1932 | Demokrat              | 5. Oktober 1869 – 20. August 1953      |
| Robert Rice Reynolds          | 1932–1945 | Demokrat              | 18. Juni 1884 – 13. Februar 1963       |
| Clyde Roark Hoey              | 1945–1954 | Demokrat              | 11. Dezember 1877 – 12. Mai 1954       |
| Samuel James Ervin            | 1954–1974 | Demokrat              | 27. September 1896 – 23. April 1985    |
| Robert Burren Morgan          | 1975–1981 | Demokrat              | 5. Oktober 1925 – 16. Juli 2016        |
| John Porter East              | 1981–1986 | Republikaner          | 5. Mai 1931 – 29. Juni 1986            |
| James Thomas Broyhill         | 1986      | Republikaner          | 19. August 1927 – 18. Februar 2023     |
| James Terry Sanford           | 1986–1993 | Demokrat              | 20. August 1917 – 18. April 1998       |
| Duncan McLauchlin Faircloth   | 1993–1999 | Republikaner          | 14. Januar 1928 – 14. September 2023   |
| Johnny Reid Edwards           | 1999–2005 | Demokrat              | * 10. Juni 1953                        |
| Richard Mauze Burr            | 2005–2023 | Republikaner          | * 30. November 1955                    |
| Theodore Paul Budd            | ab 2023   | Republikaner          | * 21. Oktober 1971                     |